# Schokland
Schokland je název bývalého ostrova, který se nacházel v zálivu Zuiderzee. Ostrov byl severo-jižního tvaru o délce 4 km a šířce 100–500 m. Zanikl v polovině 20. století při rozvoji tzv. Zuiderzeewerken. Podobný osud potkal také i město Urk, které bylo spojeno s pevninou obdobným způsobem.
Po staletí byl malý ostrov ohrožován četnými povodněmi a bouřemi. Jeho obyvatelstvo se živilo rybářstvím a kvůli neustálým změnám výše hladiny moře došlo několikrát i k přemístění původních vesnic. Nakonec však byly životní podmínky natolik těžké, že většina původních obyvatel v polovině 19. století ostrov opustila; zůstalo pouze několik rodin. K definitivnímu opuštění ostrova došlo až během vysoušení okolního moře, které vedlo k dramatickému pádu hladiny spodní vody.
Těsně před koncem druhé světové války byl vybudován polder známý pod názvem Noordoostpolder (vysušen až v roce 1942). Ostrov tak byl najednou obklopen ze všech stran suchou zemí. Vesnice Middelbuurt, která se na ostrově nacházela, je dodnes zachována; původní ostrov vystupuje nad okolní krajinu a v současné době spadá pod chráněnou oblast.

## Fotogalerie

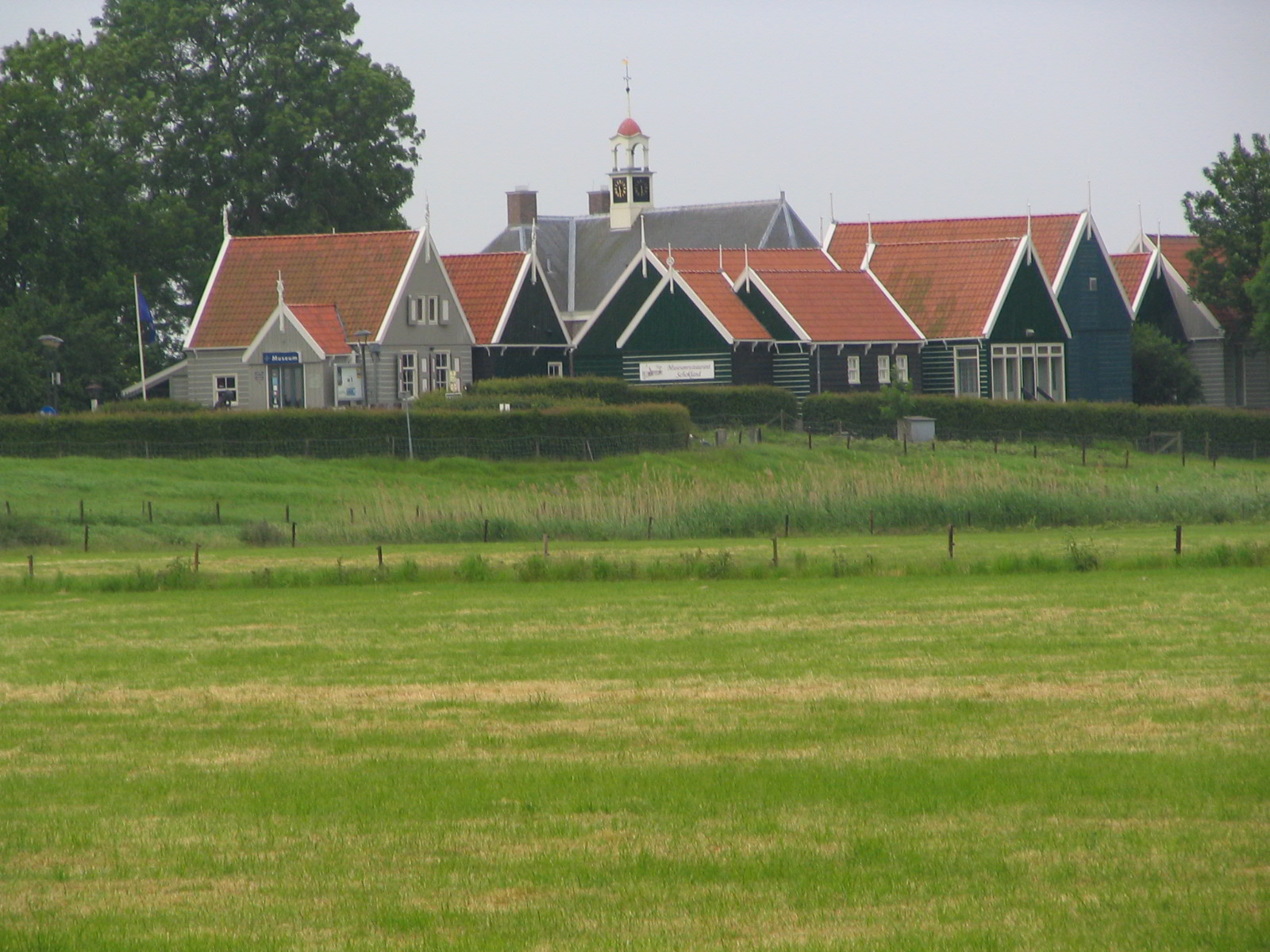
vesnice na ostrově
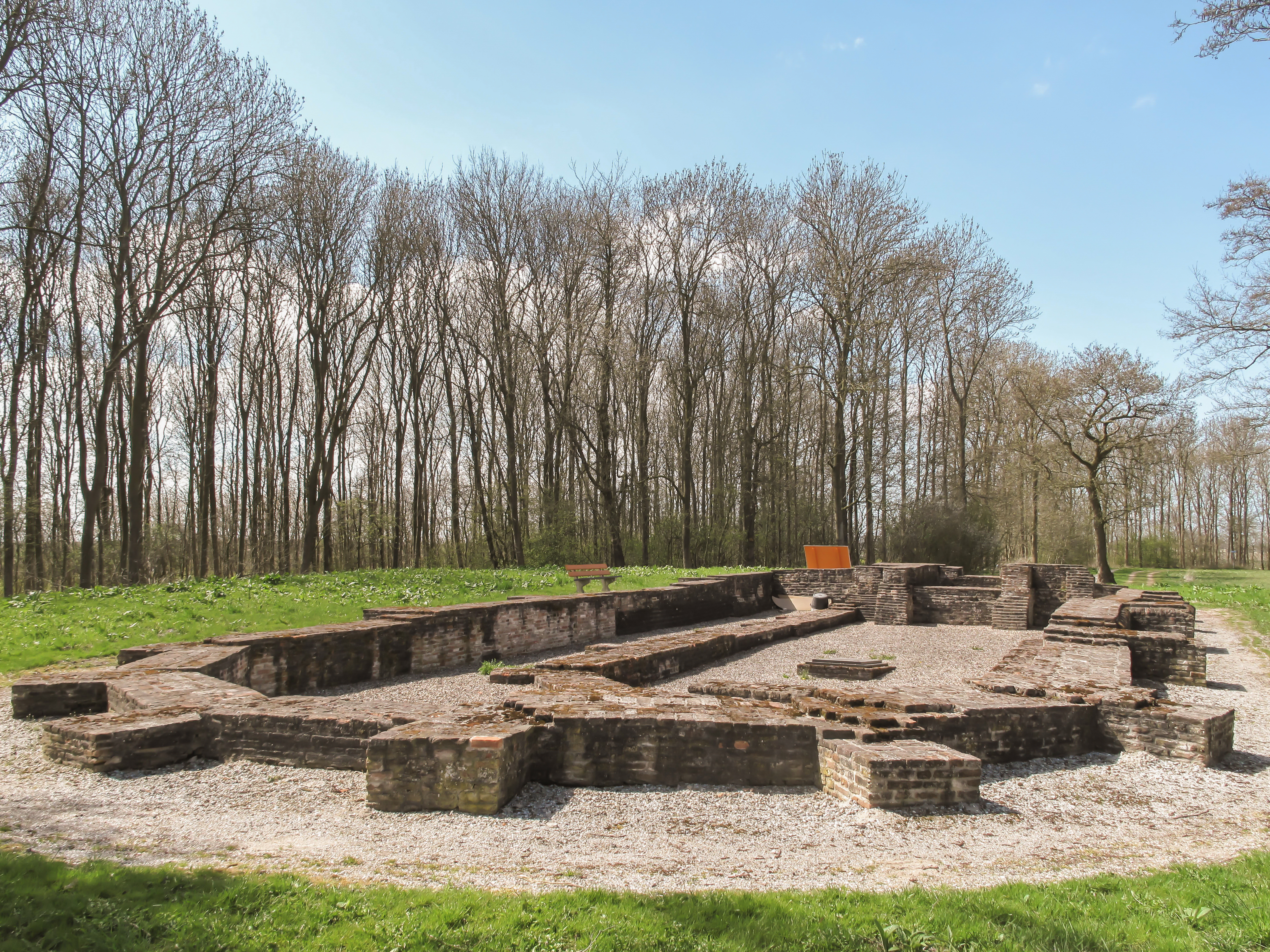
základy kostela
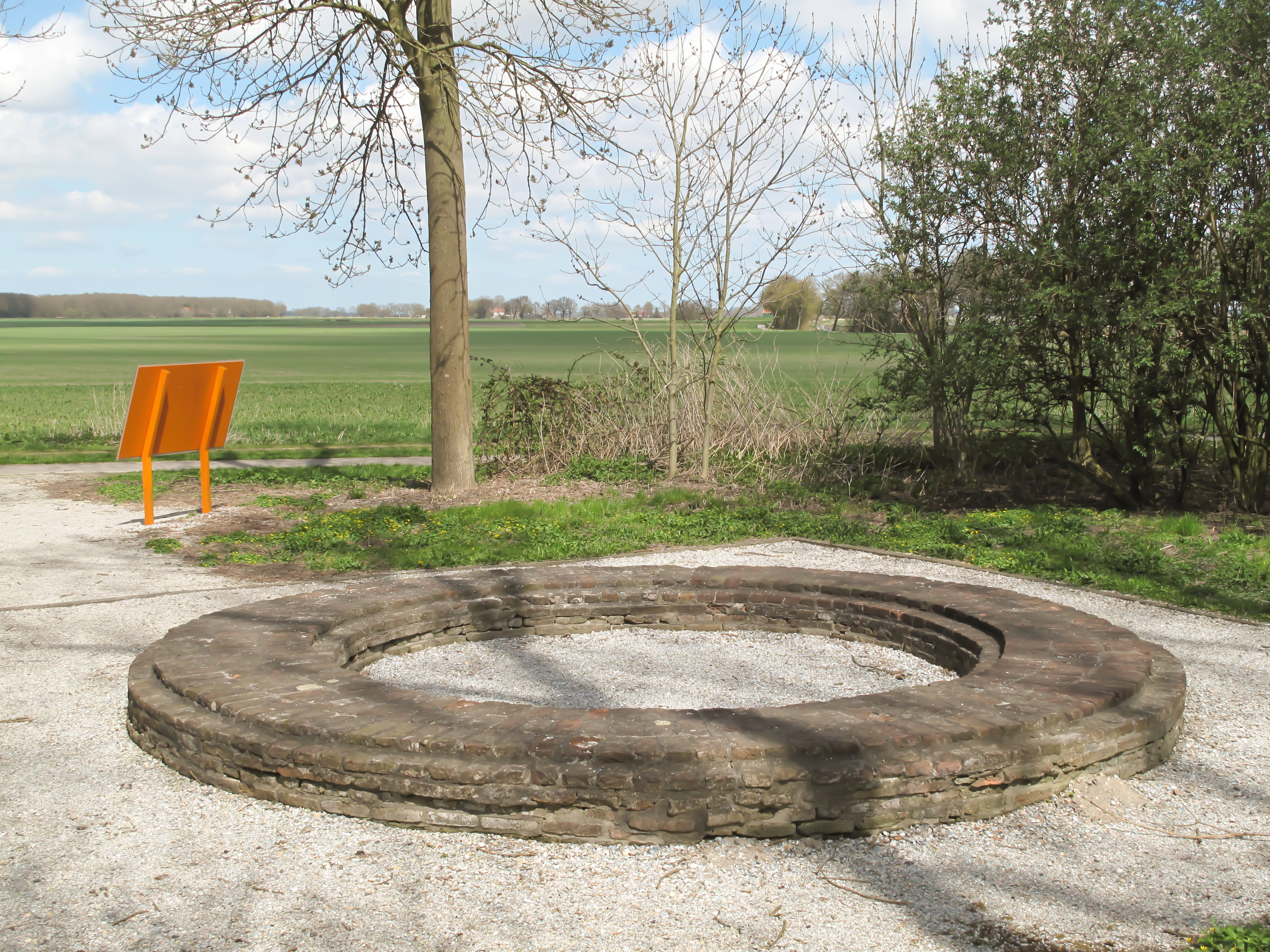
zdejší ruiny
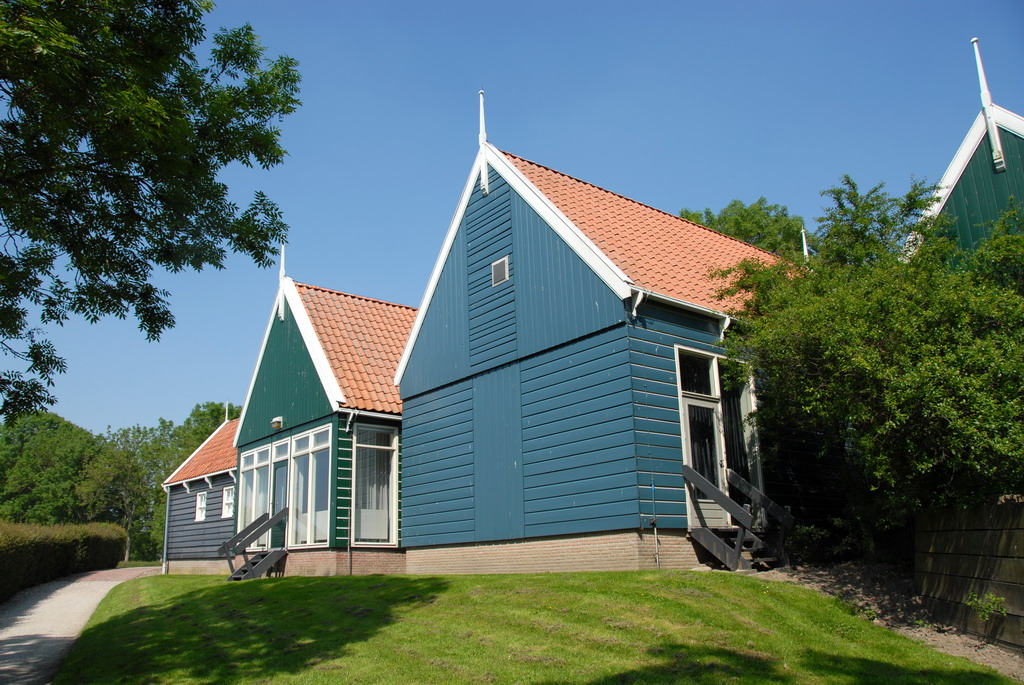
budovy muzea